# I'm Still Standing
I'm Still Standing är en sång av Elton John och Bernie Taupin, utgiven som singel den 3 juli 1983. Sången, som finns med på albumet Too Low for Zero, nådde första plats på Canadian Singles Chart och Schweizer Hitparade.
Musikvideon regisserades av Russell Mulcahy och spelades in i Cannes och Nice.